# Ehrenzeichen des Deutschen Roten Kreuzes

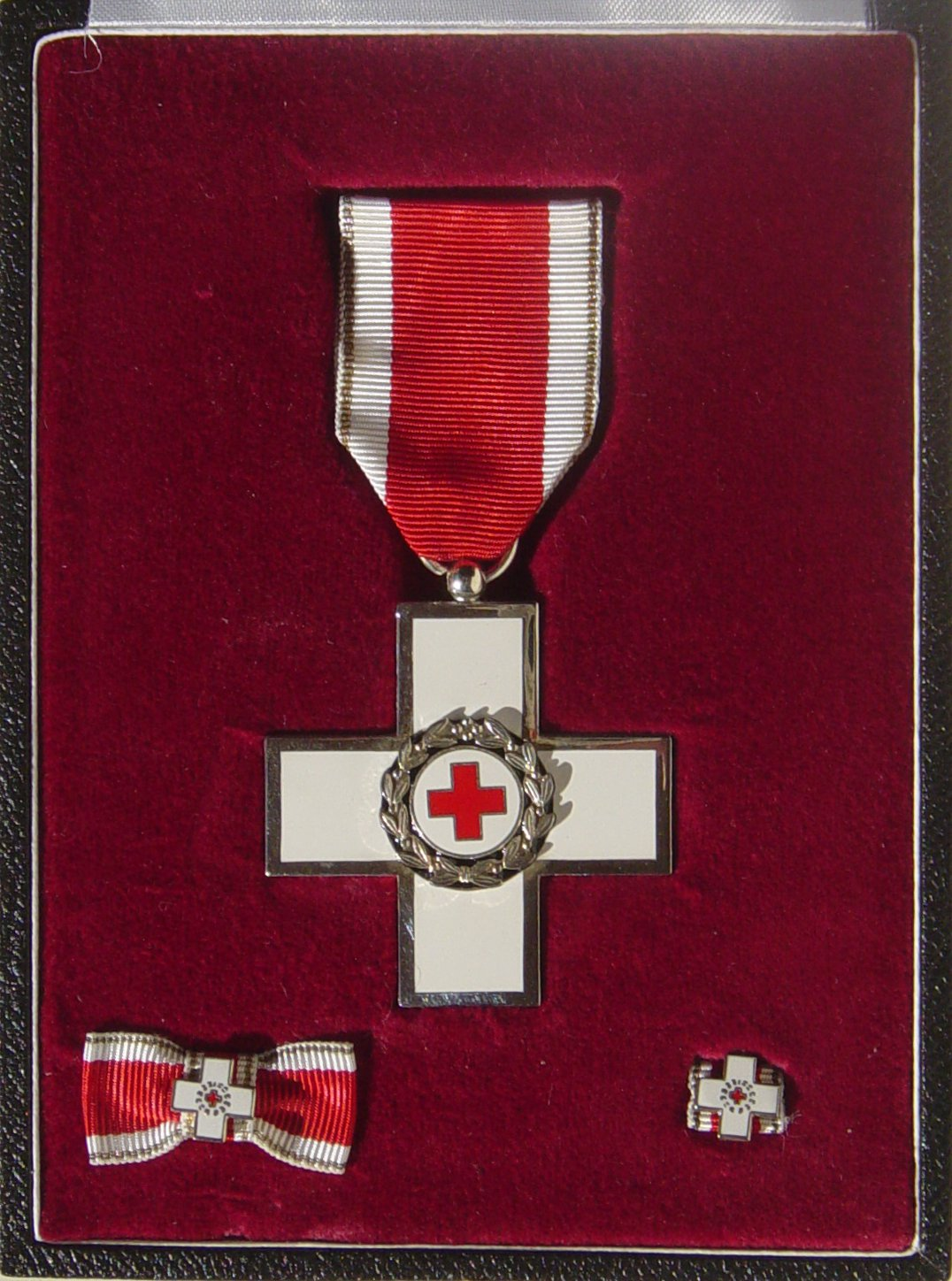
Ehrenzeichen des Deutschen Roten Kreuzes (Silberstufe). Verleihungsetui mit Orden, Bandschnalle, Rosette (Ordensminiatur)

Das Ehrenzeichen des Deutschen Roten Kreuzes ist ein staatlich anerkannter Orden und eine von mehreren durch das Deutsche Rote Kreuz und seine Mitgliedsverbände verliehenen Auszeichnungen.

## Ehrenzeichen des Deutschen Roten Kreuzes
|                                                                                 |                                                                                 |
| Die einzelnen Klassen des Ehrenzeichens des Deutschen Roten Kreuzes (1922–1934) | Die einzelnen Klassen des Ehrenzeichens des Deutschen Roten Kreuzes (1934–1937) |

|                                                                                    |                                                                               |
| Die einzelnen Klassen des Ehrenzeichens des Deutschen Roten Kreuzes (ab 1937–1939) | Die einzelnen Klassen des Ehrenzeichens des Deutschen Roten Kreuzes (ab 1953) |

### Vorläufer bis zum Zweiten Weltkrieg
Nach dem Ersten Weltkrieg durften Orden und Ehrenzeichen nach den Bestimmungen der Weimarer Verfassung (Art. 109) durch den Staat nicht mehr verliehen werden. Beim Deutschen Roten Kreuz war jedoch das Bedürfnis besonders groß, vorwiegend ausländischen Rotkreuz-Vertretern für die Aufbauhilfe nach dem Weltkrieg durch die Verleihung von Ehrenzeichen zu danken. Nach intensiven Beratungen mit Regierungsstellen, den parlamentarischen Parteien im Reichstag und durch Gutachten bestärkt, entschied sich das Deutsche Rote Kreuz anlässlich ihrer Hauptversammlung 1922 doch zur Verabschiedung einer Stiftungsurkunde.
Das Ehrenzeichen des Deutschen Roten Kreuzes wurde 1922 gestiftet, jedoch erst ab 1924 und bis 1934 in zwei Klassen verliehen:
1. Ehrenzeichen des Deutschen Roten Kreuzes I. Klasse
2. Ehrenzeichen des Deutschen Roten Kreuzes II. Klasse

In der Stiftungsbekanntmachung war noch eine Sonderstufe der I. Klasse vorgesehen: eine Sonderstufe als Bruststern. Die Verleihungsbedingungen von 1924 sehen diese Sonderstufe nicht mehr vor. Ab 1926 stand der Orden unter der Schirmherrschaft durch Reichspräsident Paul von Hindenburg.
Die Klassen wurden reorganisiert, als am 30. Januar 1934 der damalige Präsident des DRK Carl Eduard von Sachsen-Coburg und Gotha mit Zustimmung des Reichspräsidenten von Hindenburg die Statuten änderte:
1. Stern des Ehrenzeichens des Deutschen Roten Kreuzes
2. Ehrenzeichen des Deutschen Roten Kreuzes I. Klasse
3. Verdienstkreuz des Ehrenzeichens des Deutschen Roten Kreuzes
4. Ehrenzeichen des Roten Kreuzes
5. Damenkreuz des Ehrenzeichens des Deutschen Roten Kreuzes

1937 wurde die Gestaltung geändert und u. a. ein Hakenkreuz eingefügt sowie die Klassen wiederum reorganisiert:
1. Großkreuz des Ehrenzeichens des Deutschen Roten Kreuzes
2. Stern des Ehrenzeichens des Deutschen Roten Kreuzes
3. I. Klasse des Ehrenzeichens des Deutschen Roten Kreuzes (ggfs. mit Diamanten)
4. Verdienstkreuz des Ehrenzeichens des Deutschen Roten Kreuzes
5. Frauenkreuz des Ehrenzeichens des Deutschen Roten Kreuzes
6. Medaille des Ehrenzeichens des Deutschen Roten Kreuzes

Ab 1939 wurden die Ehrenzeichen des Roten Kreuzes nicht mehr verliehen und durch das Ehrenzeichen für deutsche Volkspflege ersetzt.

### Ehrenzeichen des Roten Kreuzes der Freien Stadt Danzig
Eine Sonderform nimmt das Ehrenzeichen des Roten Kreuzes der Freien Stadt Danzig ein, welche bis 1934 ein eigenes Ehrenzeichen des Deutschen Roten Kreuzes hatte. Von 1934 bis 1939 wurde dieses Ehrenzeichen leicht modifiziert und erhielt an seinem oberen Ende ein kleines schwarz emailliertes Hakenkreuz. Äußerlich unterschied es sich nur geringfügig von den bisherigen deutschen Ehrenzeichen des Roten Kreuzes. An seinem oberen Ende jedoch war die Krone aus dem Stadtwappen von Danzig angebracht gewesen. Seine Klasseneinteilung war:
1. Verdienstkreuz des Roten Kreuzes 1. Klasse
2. Ehrenzeichen des Deutschen Roten Kreuzes II. Klasse

### Ehrenzeichen des Deutschen Roten Kreuzes der DDR
Ein weiterer Sonderfall des Ehrenzeichens des Deutschen Roten Kreuzes war das Ehrenzeichen des Deutschen Roten Kreuzes der DDR. Als runder Anstecker gehalten, wurde das DRK Ehrenzeichen der DDR in Bronze, Silber und Gold verliehen. Der Durchmesser betrug ca. 25 mm und bestand aus drei Ringen. Sein Aufbau ähnelte einer Kokarde. Auf dem äußeren Ring war oben zu lesen: DEUTSCHES ROTES KREUZ sowie auf der unteren Hälfte DEUTSCHE DEMOKRATISCHE REPUBLIK. Der zweite Ring bestand aus Eichenlaubblättern die unten mittig das Wort: FÜR VERDIENSTE einrahmten. Der innere und letzte Ring war weiß emailliert. Zentrisch war das Rote Kreuz, ebenfalls emailliert aufgesetzt.

### Heutige Form
Das Ehrenzeichen des Deutschen Roten Kreuzes in seiner heutigen Form wurde am 8. Mai 1953 durch das Deutsche Rote Kreuz gestiftet und wird vom Präsidenten des Deutschen Roten Kreuzes verliehen. Es handelt sich um einen durch den Bundespräsidenten genehmigten Orden. Die Verleihung erfolgt in zwei Klassen, die der I. Klasse in Gold und II. Klasse in Silber. Beide bestehen aus einem weißen Email-Kreuz mit angelegtem Roten Kreuz, welches in der jeweiligen Farbe eingefasst ist. Zur Auszeichnung gehört eine Bandschnalle. Das Ordensband ist rot-weiß. Das Ehrenzeichen wird normalerweise nur an der Bandschnalle getragen, Ausnahme am Tag der Verleihung oder wenn bei einem Anlass das Tragen des Ordens in Originalgröße üblich ist (z. B. Staatsempfang).
Das Ehrenzeichen wird nur an solche Personen verliehen, die sich durch besonders erfolgreiche Tätigkeit oder durch hervorragende Einzelhandlungen um die Sache und die Ziele des Roten Kreuzes verdient gemacht haben.

## Andere Auszeichnungen des DRK-Bundesverbandes

### Leistungsspange des DRK
Die DRK-Leistungsspange wurde 1964 durch das Präsidium des DRK gestiftet und wird vom Präsidenten des Deutschen Roten Kreuzes verliehen. Die Verleihung erfolgt in zwei Klassen: 1. Klasse (Gold) 2. Klasse (Silber).
Sie besteht aus einem roten Kreuz auf weißem Grund, an das sich jeweils Verzierungen in der jeweiligen Verleihungsfarbe anschließen.
Die Leistungsspange wird an der rechten Brusttasche auf der Naht getragen. Sofern der Inhaber der Leistungsspange gleichzeitig ein Leistungsabzeichen trägt, wird die Leistungsspange unterhalb der Bandschnalle oberhalb der Brusttasche getragen.
Die Leistungsspange wird an solche Personen verliehen, welche sich durch außergewöhnliche Leistungen bei Einsätzen im Rotkreuzdienst auszeichnen und für die keine andere Auszeichnung vorgesehen oder möglich ist. Die erste Leistungsspange in Gold wurde an eine Helferin 1965 im DRK-Landesverband Oldenburg verliehen. Der Präsident des DRK würdigte mit der Verleihung ihren hohen persönlichen Einsatz während der Sturmflut 1962.

### Auszeichnungsspange
Die Auszeichnungsspange (meist Jahresspange genannt) wird vom jeweiligen Kreisvorsitzenden jeweils für fünf Dienstjahre in einer Rotkreuz-Gemeinschaft verliehen. Erste Reihe der Grafik 5-, 10-, 15-, 20- und 25-jährige Tätigkeit. Zweite Reihe 30-, 35-, 40-, 45-, 50-, 55- und 60-jährige Tätigkeit beim Deutschen Roten Kreuz. Nicht abgebildet sind die Auszeichnungsspangen für 65-, 70-, 75- und 80-jährige Tätigkeit. Die Auszeichnung selbst besteht nur aus einer Bandschnalle (die ersten 25 Jahre in Silber, danach in Gold). Die Jahresanzahl wird mit senkrechten roten Streifen angegeben. Sie wird für aktive Mitgliedschaft in einer Rotkreuz-Gemeinschaft (inklusive Jugendrotkreuz) verliehen. Die Jahresanzahl wird ab dem Beginn der aktiven Mitgliedschaft gerechnet, die Probezeit zählt mit.

### Abzeichen der Wasserwacht des Deutschen Roten Kreuzes
Bis 1977 lautete deren Bezeichnung noch Lehr- bzw. Leistungsabzeichen der Wasserwacht des DRK. Das Abzeichen wird auf Antrag bei Erfüllung entsprechender Prüfungsbedingungen verliehen. Die Verleihung erfolgt in drei Stufen: Bronze, Silber und Gold, wobei die Bronzestufe kein Ehrenzeichen im Sinne des Ordensgesetzes ist, die Stufen Gold und Silber hingegen sind vom Bundespräsidenten als Ehrenzeichen anerkannt. Das Rettungsschwimmabzeichen kann von jeder Person erlangt werden, sofern sie die erforderlichen Voraussetzungen erfüllt und die notwendigen Prüfungen besteht. Das Abzeichen zeigt eine geneigte Boje mit DRK-Wimpel im Wasser, welche durch einen Kranz umschlossen sind, in dem der Schriftzug Wasserwacht Deutsches Rotes Kreuz aufgebracht ist. Bei jeder fünften Wiederholung der Prüfung des jeweiligen Abzeichens wird es mit der entsprechenden Zahl (5, 10, 15, …) verliehen. Das Rettungsschwimmabzeichen wird einzeln als Miniatur-Anstecknadel, Textil- oder Metallgroßabzeichen (Anstecker), Bandschnalle oder Ordensminiaturschnalle getragen. Die letzten zwei Varianten jedoch nur in Silber bzw. Gold. Es wird jeweils nur die höchste erreichte Stufe angelegt. Das Ordensband von Bandschnalle und Ordensminiatur ist in den olympischen Farben blau, gelb, schwarz, grün und rot gegliedert (1:1:4:1:1).

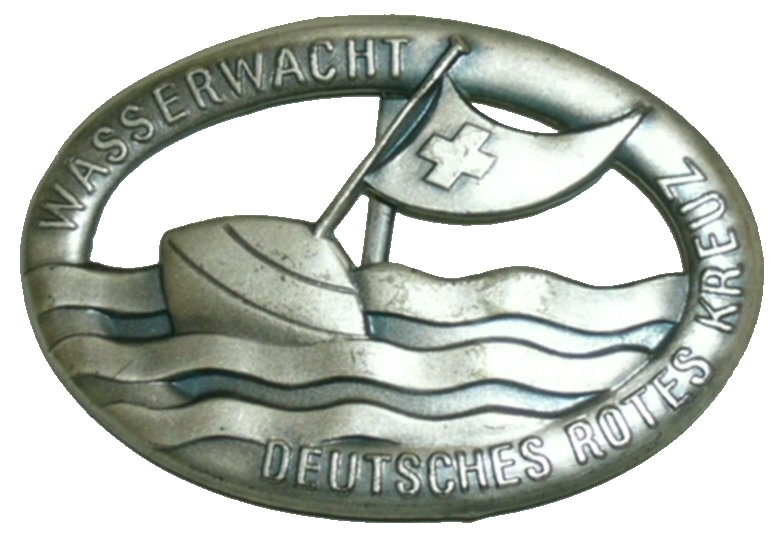
Leistungsabzeichen der DRK-Wasserwacht
Lehrabzeichen der DRK-Wasserwacht

### Blutspendeehrennadel des Deutschen Roten Kreuzes
Die Blutspendeehrennadel wird vom Blutspendedienst in verschiedenen Stufen, abhängig von der Anzahl der geleisteten Blutspenden verliehen. Sie ist nicht an eine Mitgliedschaft im DRK gebunden. Der Blutspendedienst NSTOB hat diese Verleihungen jedoch im Jahr 2019 eingestellt.

## Weitere Auszeichnungen
Die DRK-Landesverbände sowie einige Kreisverbände verleihen darüber hinaus weitere eigene Auszeichnungen in Form einer Ehrennadel sowie Ehren-, Leistungs- und Helferabzeichen in unterschiedlicher Form. Die Vergabe dieser Ehrenzeichen ist durch die Satzungen der einzelnen Organisationen geregelt.